# اتوون-دو-پرش
اتوون-دو-پرش (به فرانسوی: Authon-du-Perche) یک کمون در فرانسه است که در اور-ا-لوآر واقع شده‌است. اتوون-دو-پرش ۳۴٫۸۲ کیلومتر مربع مساحت دارد.